# Me quedo sola
Me quedo sola es el nombre del álbum debut de la cantautora mexicana de pop rock, Paty Cantú. Se lanzó al mercado por EMI Music el 27 de enero de 2009.

## Promoción
El disco contó con tres sencillos para su promoción, el primero «Déjame ir» se lanzó en su Myspace en agosto de 2008, pero su lanzamiento en radio fue el lunes 8 de septiembre. El tema fue promocionado en varios programas de televisión. El video fue dirigido por el director mexicano Ricardo Calderón en octubre de 2008 y fue estrenado el lunes 3 de noviembre de 2008 en MTV de México.[cita requerida]
El segundos sencillo «No fue suficiente» se publicó 23 de marzo de 2009. El video fue dirigido por Esteban Madrazo y fue inspirado en la visión de Tim Burton en sus películas, el video fue estrenado en MTV el 11 de mayo de 2009,[cita requerida] a este tema le siguió «Me quedo sola» como tercer sencillo.[cita requerida]

## Lista de canciones
| Me quedo sola |                            |                               |          |  |
| N.º           | Título                     | Escritor(es)                  | Duración |  |
| 1.            | «Un amor diferente»        | Patricia Cantú, Felipe Díaz   | 3:26     |  |
| 2.            | «No fue suficiente»        | Cantú, Juan Carlos Pérez Soto | 3:15     |  |
| 3.            | «Déjame ir»                | Cantú, Luis Fernando Ochoa    | 3:53     |  |
| 4.            | «Pensarás en mí»           | Cantú, Ángela Dávalos         | 3:24     |  |
| 5.            | «Sólo por estar»           | Cantú, Ochoa                  | 3:39     |  |
| 6.            | «Me quedo sola»            | Cantú, Gustavo Guevara        | 3:18     |  |
| 7.            | «Ayúdame a no llorar»      | Cantú, Ochoa                  | 3:46     |  |
| 8.            | «Fui una más»              | Cantú, Xarah                  | 3:40     |  |
| 9.            | «Eclipse»                  | Rodrigo Dávila                | 4:06     |  |
| 10.           | «Quiero todo, quiero nada» | Cantú, Guevara                | 3:23     |  |
| 35:53         |                            |                               |          |  |

| Me quedo sola (Edición especial) |                                     |                                              |          |  |
| N.º                              | Título                              | Escritor(es)                                 | Duración |  |
| 11.                              | «Tiempo»                            | Emil Guillermo Méndez, Paulina Carraz, Cantú | 2:42     |  |
| 12.                              | «Muñeca de papel»                   | Cantú, Méndez                                | 2:53     |  |
| 13.                              | «Time (Versión en inglés)»          | Méndez, Carraz, Cantú                        | 2:42     |  |
| 14.                              | «Casi divas» (con Alfonso Pichardo) | Cantú, Dávila                                | 4:44     |  |
| 15.                              | «Mi amor» (con Ballesteros)         | Cantú, Miguel Inzunza                        | 3:16     |  |
| 16.                              | «Quiero todo, quiero nada (Demo)»   | Cantú, Guevara                               | 3:13     |  |
| 17.                              | «No fue suficiente (Demo)»          | Cantú, Pérez                                 | 3:13     |  |
| 18.                              | «Un amor diferente (Demo)»          | Cantú, Díaz, Ochoa                           | 3:04     |  |
| 19.                              | «Tu tururu (Demo)»                  | Cantú, Ochoa, Billy Méndez                   | 2:53     |  |
| 1:04:39                          |                                     |                                              |          |  |

## Posiciones en la lista
| Listas (2009)             | Mejor posición |
| ------------------------- | -------------- |
| México Top 100 (AMPROFON) | 3              |